# Embalse de Cahora Bassa
El embalse de Cahora-Bassa es un gran embalse africano, el quinto lago artificial más grande del continente, ubicado en Cahora-Bassa, en la provincia de Tete en Mozambique.
La presa de Cahora Bassa es una de las tres grandes presas del sistema del río Zambeze, siendo las otras la presa de Kariba y la de Itezhi-Tezhi. Sin embargo, Itezhi-Tezhi no está en la corriente principal del Zambezi, sino en uno de sus tributarios, el río Kafue. La represa comenzó a llenarse en diciembre de 1974. Su construcción se inició en 1969 por el gobierno colonial portugués. Con sus 171 m de alto y 303 m de anchura en la cima, el embalse alcanzó su máxima longitud y anchura de aproximadamente 290 km y 38 km respectivamente, inundando un área de más de 2700 km² con una profundidad media de 20,9 m.
Durante su construcción, la presa fue atacada repetidamente por los insurgentes del Frelimo con la intención de bloquear lo que en su momento fue un intento parcial de Portugal de aumentar su apoyo popular a su gobierno colonial en Mozambique (véase guerra de Independencia de Mozambique). Hasta 2007 la presa fue gestionada por Hidroeléctrica de Cahora Bassa, de propiedad conjunta entre Mozambique (18 %) y Portugal (82 % de las acciones restantes). El 27 de noviembre de 2007 Mozambique asumió el control total de la presa.